# Scutellosaurus
Scutellosaurus („ještěr se štítky“) byl rod menšího ptakopánvého dinosaura, který žil v období spodní jury (geologický stupeň/věk sinemur, asi před 199 až 193 miliony let) na území dnešní Arizony (USA). Formálně byl popsán paleontologem Edwinem H. Colbertem v roce 1981.

## Popis

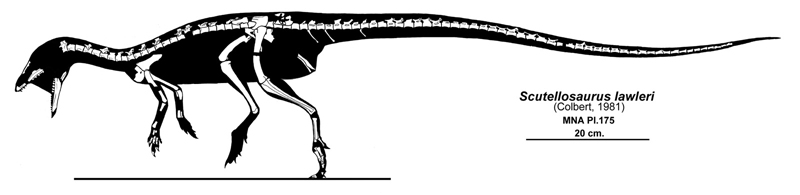
Scutellosaurus lawleri - kosterní diagram s dochovanými částmi skeletu.

Scutellosaurus byl malým býložravcem, žijícím zřejmě v menších stádech. Byl to poměrně malý ptakopánvý dinosaurus, jeho celková délka činila dle většiny odhadů pouze kolem 1,2 metru, výška ve hřbetu asi 0,5 metru a hmotnost přibližně 3 kg.

## Systematické zařazení
Tento dinosaurus byl zařazen do kladu Thyreophora jako jeho vývojově primitivní (bazální) zástupce, patřil tedy do skupiny tzv. „obrněných“ dinosaurů, kam patří i pozdější známější a mnohem větší rody jako byl pozdně jurský Stegosaurus nebo pozdně křídový Ankylosaurus. Blízkým příbuzným skutelosaura byl zřejmě větší evropský rod Scelidosaurus, který se ale na rozdíl od něho pohyboval po všech čtyřech (kvadrupedně).

## Fosilní objev
Fosilní materiál tohoto rodu sestává ze dvou fragmentárních koster, objevených v sedimentech souvrství Kayenta, z lebky je však známá jen spodní čelist. Známé jsou také stovky drobných kožních štítků (osteodermů), které se táhly po celém hřbetě i ocasu tohoto dinosaura a představovaly jeho tělesný „pancíř“.